# Nuovi Guardiani
I Nuovi Guardiani è una serie pubblicata dalla DC Comics esterna agli eventi di Millennium, e fu in corso dal 1988 al 1989 e durò solo 12 numeri prima di essere cancellata. È anche il nome del gruppo di personaggi che comparve nella serie. I personaggi comparvero per la prima volta in Millennium n. 1 (gennaio 1988), scritto da Steve Engelhart ed illustrato da Joe Staton. Da lì, la serie cominciò ad avere un calo di fama tra i fan del fumetto, a causa di alcuni blog di fumetti che citavano una seconda serie in cui avrebbe dovuto comparire "SnowFlame", un super criminale che otteneva i suoi superpoteri dall'utilizzo della cocaina.

## Storia
I Nuovi Guardiani, che furono inizialmente conosciuti come gli "Scelti", erano un gruppo di persone selezionate da un Guardiano dell'Universo chiamato Herupa Hando Hu e da una Zamaron di nome Nadia Safir nel crossover della DC Comics chiamato Millennium. A questi "Scelti" furono donati dei poteri tramite un selettore.
I Membri degli Scelti furono presi da diverse nazioni per formare un gruppo di supereroi che rappresentasse l'intera razza umana.

### Membri
- Betty Clawman - Ex donna australiana, ora una forza cosmica senza corpo con abilità mal definite, che risiede agli albori della venuta degli aborigeni. Status attuale sconosciuto.
- Extraño - Un uomo sud americano, mago fisso del gruppo, fu anche uno dei primissimi personaggi omosessuali dei fumetti, e fu uno dei primi a rivelare di essere positivo all'HIV. Status attuale sconosciuto.
- Floronic Man - Ex uomo americano, che divenne una creatura metà umana e metà vegetale con una varietà di poteri correlati alla natura. L'unico membro della squadra a parte Harbinger ad avere dei poteri prima di unirsi ai Guardiani. Attualmente è di nuovo un criminale come visto nelle pagine della miniserie Son of Vulcan.
- Gloss - Una donna cinese che incanalava le mistiche Linee del Dragone della Terra, e vantando così una gamma di poteri correlati alla Terra. Si unì ai Guardiani del Globo, dove rimase come membro finché non fu uccisa da Prometeo.
- Harbinger - Agente di Monitor durante Crisi sulle Terre infinite, possiede il potere di volo, auto rigenerazione e poteri energetici non definiti. Custode delle storie del multiverso, Harbinger morì nelle pagine di Superman/Batman. Il suo mantello fu preso da Donna Troy.
- Jet - Una ragazza inglese che poteva manipolare i campi elettromagnetici in una varietà di effetti. Fu infettata dal virus dell'HIV dopo essere stata morsa da un vampiro con l'AIDS (L'Emogoblin). Dopo aver apparentemente donato la sua vita per evitare un'invasione aliena, Jet è viva e guida i Guardiani del Globo.
- Ram - Ex uomo giapponese, ora un essere di silicio ed elettroni, Ram aveva durabilità fisica e l'abilità di comunicare con gli equipaggiamenti elettrici anche a grande distanza (come i satelliti in orbita). Fu ucciso nel casinò di Roulette.
- Thomas Kalmaku - Un Inuit, originariamente rifiutò l'offerta di carriera da parte dei Guardiani, ma successivamente sviluppò il superpotere di "fare fuoriuscire il meglio dalle persone". Successivamente lasciò il gruppo e non mostrò più segni del possesso di tale potere.